# Summer ~Summer Dream/Song for you/Love in the Ice~
SUMMER ~Summer Dream/Song for you/Love in the Ice~ – dwunasty singel południowokoreańskiego zespołu TVXQ, wydany w Japonii 1 sierpnia 2007 roku przez Rhythm Zone. Został wydany w dwóch edycjach: limitowanej CD+DVD oraz regularnej CD. Osiągnął 2 pozycję w rankingu Oricon i pozostał na liście przez 7 tygodni, sprzedał się w nakładzie 124 529 egzemplarzy w Japonii i 16 536 w Korei Południowej.
Singel zdobył status złotej płyty.

## Lista utworów

### CD
| CD | CD                             | CD           | CD              | CD                         | CD      |
| Nr | Tytuł utworu                   | Tekst        | Kompozycja      | Aranżacja                  | Długość |
| -- | ------------------------------ | ------------ | --------------- | -------------------------- | ------- |
| 1. | „Summer Dream”                 | H.U.B.       | Tatta Works     | h-wonder                   | 4:57    |
| 2. | „Song for you”                 | H.U.B.       | Kazuhiro Hara   | REO                        | 4:31    |
| 3. | „Love in the Ice”              | Ryōji Sonoda | Daisuke Suzuki  | Daisuke Suzuki、Yūya Saitō | 5:20    |
| 4. | „HUG -a capella version-”      | Kenn Kato    | Park Chang-hyun | Hideki Ninomiya            | 1:46    |
| 5. | „Summer Dream” (Less Vocal)    |              | Tatta Works     | h-wonder                   | 4:57    |
| 6. | „Song for you” (Less Vocal)    |              | Kazuhiro Hara   | REO                        | 4:31    |
| 7. | „Love in the Ice” (Less Vocal) |              | Daisuke Suzuki  | Daisuke Suzuki、Yūya Saitō | 5:20    |

### CD+DVD
| CD | CD                             | CD           | CD             | CD                         | CD      |
| Nr | Tytuł utworu                   | Tekst        | Kompozycja     | Aranżacja                  | Długość |
| -- | ------------------------------ | ------------ | -------------- | -------------------------- | ------- |
| 1. | „Summer Dream”                 | H.U.B.       | Tatta Works    | h-wonder                   | 4:57    |
| 2. | „Song for you”                 | H.U.B.       | Kazuhiro Hara  | REO                        | 4:31    |
| 3. | „Love in the Ice”              | Ryōji Sonoda | Daisuke Suzuki | Daisuke Suzuki、Yūya Saitō | 5:20    |
| 4. | „Summer Dream” (Less Vocal)    |              | Tatta Works    | h-wonder                   | 4:57    |
| 5. | „Song for you” (Less Vocal)    |              | Kazuhiro Hara  | REO                        | 4:31    |
| 6. | „Love in the Ice” (Less Vocal) |              | Daisuke Suzuki | Daisuke Suzuki、Yūya Saitō | 5:20    |

| DVD | DVD                         | DVD     |
| Nr  | Tytuł utworu                | Długość |
| --- | --------------------------- | ------- |
| 1.  | „Summer Dream” (Video Clip) |         |
| 2.  | „Off Shot Movie”            |         |

## Notowania
| Lista                       | Pozycja |
| --------------------------- | ------- |
| Oricon Weekly Singles Chart | 2       |
| Oricon Yearly Singles Chart | 64      |